# Polizia di frontiera romena
La Polizia di frontiera rumena (Ispettorato Generale della Polizia di Frontiera - IGPF) (in rumeno: Poliția de Frontieră Română (Inspectoratul General al Poliția de Frontieră Română)). È la struttura del Ministero degli affari interni, responsabile della sicurezza delle frontiere e il controllo dei passaporti ai valichi della frontiera, aeroporti e porti della Romania.
È l'agenzia specializzata dello Stato nell'esercizio delle sue funzioni sulla sorveglianza e il controllo dei valichi di frontiera, la prevenzione e la lotta contro la migrazione irregolare e alla criminalità transfrontaliera commessi negli atti specifici nel settore di competenza, il rispetto per il regime giuridico del confine di Stato, passaporti e stranieri, garantendo gli interessi dello Stato rumeno, compreso Măcin e Sulina, il braccio di fuori della zona di frontiera, la zona contigua e la zona economica esclusiva, il rispetto per l'ordine pubblico nella zona di competenza della legge.

## Compiti principali
- Sorveglianza delle frontiere dello Stato romeno;
- Prevenzione della migrazione illegale delle frontiere e la criminalità transfrontaliera;
- Controllo dei documenti richiesti per l'attraversamento della frontiera;
- Garantisce il corretto funzionamento del traffico di persone e merci che attraversano punti;
- Fornisce armi di controllo alle frontiere e munizioni;
- Vigila lo spazio aereo adiacente al confine di Stato;
- Applicazione dei trattati, documenti o accordi firmati dallo stato romeno agli stati confinanti o organizzazioni internazionali;
- Prevenire e combattere la pirateria e azioni terroristiche nelle acque sotto la giurisdizione dello Stato romeno;
- Controllo di navi e imbarcazioni che hanno dati e informazioni in attività illegali.

## Organizzazione

### Strutture subordinate
Le strutture subordinate hanno responsabilità e competenze in tutta l'area della polizia di frontiera:
- U.M.P. - Direcția de Implementare a Sistemului Integrat de Securitate a Frontierei
(U.M.P. - Direzione e Attuazione del Sistema Integrato di Sicurezza delle Frontiere)
- Serviciul Protocol și Traduceri
(Servizio di Protocollo e Traduzione)
- Serviciul Evidență Operativă
(Record di Servizio)
- Serviciul Programe Post Aderare
(Servizio di Programmi e Posta Adesione)
- Serviciul Achiziții
(Servizio Acquisizioni)
- Serviciul Administrativ
(Servizio Amministrativo)
- Biroul Planificare, Evaluare și Statistică
(Ufficio di Pianificazione, Valutazione e Statistica)
- Redactia Revistei "Frontiera"
(Recensione Editoriale "di frontiera")
- Muzeul Poliției de Frontieră Române
(Museo della Polizia di Frontiera Romena)
- Formațiunea Pază și Control Acces
(Formazione della Sicurezza e Controllo degli Accessi)

Strutture territoriali:
- Inspectoratul Teritorial al Poliției de Frontieră Iași
(Ispettorato di Scienze della Polizia di Frontiera Iași)
  - Serviciul Teritorial al Poliției de Frontieră Botoșani
(Polizia di Frontiera Territoriale Servizio Botoșani)
  - Serviciul Teritorial al Poliției de Frontieră Iași
(Polizia di Frontiera Science Servizio Territoriale Iași)
  - Serviciul Teritorial al Poliției de Frontieră Vaslui
(Servizio Territoriale della Polizia di Frontiera Vaslui)
  - Serviciul Teritorial al Poliției de Frontieră Galați
(Servizio Territoriale della Polizia di Frontiera Galați)
- Garda de Coastă
(Guardia Costiera)
  - Serviciul Teritorial al Poliției de Frontieră Constanța
(Servizio Territoriale della Polizia di Frontiera Constanța)
  - Serviciul Teritorial al Poliției de Frontieră Tulcea
(Servizio Territoriale della Polizia di Frontiera Tulcea)
- Inspectoratul Teritorial al Poliției de Frontieră Giurgiu
(Ispettorato della Polizia di Frontiera Giurgiu)
  - Serviciul Teritorial al Poliției de Frontieră Călărași
(Servizio Territoriale della Polizia di Frontiera Călărași)
  - Serviciul Teritorial al Poliției de Frontieră Giurgiu
(Servizio Territoriale della Polizia di Frontiera Giurgiu)
  - Serviciul Teritorial al Poliției de Frontieră Teleorman
(Servizio Territoriale della Polizia di Frontiera Teleorman)
  - Serviciul Teritorial al Poliției de Frontieră Olt
(Servizio Territoriale della Polizia di Frontiera Olt)
  - Serviciul Teritorial al Poliției de Frontieră Dolj
( Servizio Territoriale della Polizia di Frontiera Dolj)
- Inspectoratul Teritorial al Poliției de Frontieră Timișoara
(Ispettorato della Polizia di Frontiera Timișoara)
  - Serviciul Teritorial al Poliției de Frontieră Mehedinți
(Servizio Territoriale della Polizia di Frontiera Mehedinți)
  - Serviciul Teritorial al Poliției de Frontieră Caraș-Severin
(Servizio Territoriale della Polizia di Frontiera Caraș-Severin)
  - Serviciul Teritorial al Poliției de Frontieră Timiș
(Servizio Territoriale della Polizia di Frontiera Timiș)
- Inspectoratul Teritorial al Poliției de Frontieră Oradea
(Ispettorato della Polizia di Frontiera Oradea)
  - Serviciul Teritorial al Poliției de Frontieră Arad
(Servizio Territoriale della Polizia di Frontiera Arad)
  - Serviciul Teritorial al Poliției de Frontieră Bihor
(Servizio Territoriale della Polizia di Frontiera Bihor)
- Inspectoratul Teritorial al Poliției de Frontieră Sighetu Marmației
(Ispettorato della Polizia di Frontiera Sighetu Marmației)
  - Serviciul Teritorial al Poliției de Frontieră Satu Mare
(Servizio Territoriale della Polizia di Frontiera Satu Mare)
  - Serviciul Teritorial al Poliției de Frontieră Maramureș
(Servizio Territoriale della Polizia di Frontiera Maramureș)
  - Serviciul Teritorial al Poliției de Frontieră Suceava
(Servizio Territoriale della Polizia di Frontiera Suceava Suceava)

Centrul de Supraveghere și Controlul Trecerii Frontierei - Aeroporturi București - Otopeni
(Centro di Supervisione del Controllo dell'Attraversamento delle Frontiere)
- Punctul de Trecere a Frontierei Aeroport Henri Coandă
(Punto di Attraversamento della Frontiera Aeroport Henri Coandă)
- Punctul de Trecere a Frontierei Aeroport Aurel Vlaicu
(Punto di Attraversamento della Frontera Aeroporto Aurel) Vlaicu)

Sectorul Poliției de Frontieră Aeroport Cluj
(Settore della Polizia di Frontiera Aeroporto di Cluj)
- Punctul de Trecere a Frontierei Aeroport Cluj-Napoca
(Punto di Attraversamento della Frontiera Aeroporto Cluj-Napoca)
- Sectorul Poliției de Frontieră Aeroport Sibiu
(Settore della Polizia di Frontiera Aeroporto Sibiu)
- Punctul de Trecere a Frontierei Aeroport Sibiu
(Punto di Attraversamento della Frontiera Aeroport Sibiu)

Sectorul Politiei de Frontiera Aeroport Timișoara
(Settore della Polizia di Frontiera Aeroport Timișoara)
- Punctul de Trecere a Frontierei Aeroport "Traian Vuia" - Timișoara
(Punto di Attraversamento della Frontiera Aeroporto "Traian Vuia" - Timișoara)
- Punctul de Trecere a Frontierei Aeroport Arad
(Punto di Attraversamento della Frontiera Aeroporto Arad)
- Punctul de Trecere a Frontierei Aeroport „George Enescu” - Bacău
(Punto di Attraversamento della Frontiera Aeroporto "George Enescu" - Bacau)
- Punctul de Trecere a Frontierei Aeroport Baia Mare
(Punto di Attraversamento della Frontiera Aeroporto Baia Mare)
- Punctul de Trecere a Frontierei Aeroport Craiova
(Punto di Attraversamento della Frontiera Aeroporto Craiova)
- Punctul de Trecere a Frontierei Aeroport Iași
(Punto di Attraversamento della Frontiera Aeroporto Iași)
- Punctul de Trecere a Frontierei Aeroport Mihail Kogălniceanu
(Punto di Attraversamento della Frontiera Aeroporto Mihail Kogălniceanu)
- Punctul de Trecere a Frontierei Aeroport Oradea
(Punto di Attraversamento della Frontiera Aeroporto Oradea)
- Punctul de Trecere a Frontierei Aeroport Satu Mare
(Punto di Attraversamento della Frontiera Aeroporto Satu Mare)
- Punctul de Trecere a Frontierei Aeroport Suceava
(Punti di Attraversamento della Frontiera Aeroporto Suceava)
- Punctul de Trecere a Frontierei Aeroport Târgu Mureș
(Punti di Attraversamento della Frontiera Târgu Mureș)

Altre strutture:
- - Punti di contatto:
- P.C. Artand -  Ungheria
- P.C. Cenad -  Ungheria
- P.C. Galati -  Moldavia
- P.C. Giurgiu -  Bulgaria
- P.C. Oradea -  Ungheria
- P.C. Porubne -  Ucraina
- Scuola di Formazione Ufficiale Polizia di Frontiera "Avram Iancu" - Oradea
- Scuola di Formazione Docenti della Polizia di Frontiera - Orşova
- Scuola di Formazione iniziale e continua del personale della Polizia di Frontiera - Constanța
- Formazione iniziale e continua del personale della Scuola della Polizia di Frontiera - Drobeta-Turnu Severin
- Base Navale di Riparazione - Brăila

## Prospettive future
Anche se l'ex ministro degli Interni Cristian David ha dichiarato che la polizia di frontiera sarebbe gradualmente integrata nella polizia nazionale fino al 2010 o 2011, quando per la Romania è stata prevista l'adesione allo Spazio Schengen, la polizia di frontiera continua il suo stato attuale e rimane l'unica agenzia di sicurezza incaricata per il controllo delle frontiere e dei passaporti.

## Stemma
La Polizia di frontiera rumena ha la seguente composizione:
- lo stemma blu esterno,
- lo scudo è un'aquila reale con becco rosso e artigli, tenendo in sua zampa destra una spada d'argento e nella mano sinistra un amo verde oliva, simbolo della pace e dell'ordine,
- il petto dell'aquila è un scudo verde, arredato con un punto di riferimento d'argento, che è tra le prime due spade blu, attraversato, e sulla base di un ancoraggio (nero), che consente di personalizzare la missione dell'istituto, evocando l'idea di sorveglianza e controllo, e l'inviolabilità delle frontiere della Romania e due leoni d'oro, a fianco, che sostengono il diritto che simboleggia la vigilanza, la nobiltà, l'eroismo e suggerendo l'idea di guardia permanente nei confini del paese.

Sulla base del grande scudo su sciarpa bianca con le lettere nere è iscritto il motto " Patria ET HONOR " - Patria e onore - arricchisce il logo del messaggio e sottolinea la dedizione di coloro che servono in questa struttura.

## Dirigente dell'istituzione
- Questore Capo Ioan Buda - (Ispettore generale)

## Ranghi
La Polizia di Frontiera utilizza lo stesso sistema di classificazione della Polizia rumena, con colori diversi.
Prima del 2002, la polizia di frontiera aveva uno status militare e un sistema di classificazione militare, all'interno del Ministero dell'Amministrazione e dell'Interno. Nel giugno 2002 è diventata una forza di polizia civile, insieme con la Polizia Nazionale (il primo servizio di polizia in Europa orientale a farlo) e del suo personale è stato strutturato in due corpi:
Corpul ofiţerilor de Politie (Corpo degli Ufficiali di Polizia) - corrispondente al rango incaricato di una forza militare, al rango di ispettore, sovrintendente e il commissario in una forza di polizia di stile britannica o di entrambi Corps de conception et de direction e Corps de commande et d'encadrement nella Polizia nazionale Francese (Police Nationale).
Corpul agenţilor de Politie (Corpo degli Agenti di Polizia) - corrispondente al rango sottufficiali di una forza militare, al Corps de maîtrise et d'application della polizia nazionale francese o al rango di Constable o sergente in una forza di polizia di stile britannica.
| Grado                          | Insegna spallino | Traduzione                   | Grado militare equivalente | Grado militare equivalente della Polizia francese | Grado militare equivalente della Metropolitan Police |
| ------------------------------ | ---------------- | ---------------------------- | -------------------------- | ------------------------------------------------- | ---------------------------------------------------- |
| Chestor-șef de poliție         |                  | Questore-Generale di Polizia | Generale                   | Directeur des services actifs                     | Commissioner                                         |
| Chestor-șef adjunct de poliție |                  | Questore-Capo di Polizia     | Generale del corpo         | Inspecteur général                                | Assistant Commissioner                               |
| Chestor principal de poliţie   |                  | Questore Capo di Polizia     | General Maggiore           | Contrôleur général                                | Deputy Assistant Commissioner                        |
| Chestor de poliţie             |                  | Questore di Polizia          | Brigadiere                 | Contrôleur général                                | Commander                                            |
| Comisar-şef de poliţie         |                  | Commissario                  | Colonnello                 | Commissaire divisionnaire                         | Chief Superintendent                                 |
| Comisar de poliţie             |                  | Commissario di Polizia       | Tenente                    | Commissaire de police                             | Superintendent Grade I                               |
| Subcomisar de poliţie          |                  | Vicecommissario di Polizia   | Maggiore                   | Commandant                                        | Superintendent                                       |
| Inspector principal de poliţie |                  | Ispettore                    | Capitano                   | Capitaine                                         | Chief Inspector                                      |
| Inspector de poliţie           |                  | Ispettore di Polizia         | Tenente                    | Lieutenant                                        | Inspector                                            |
| Subinspector de poliţie        |                  | Vice-Ispettore di Polizia    | Secondo Tenente            | Lieutenant intern                                 | Temporary/Probationary Inspector                     |

| Grado                          | Spallino insegna | Traduzione             | Grado militare equivalente | Grado militare equivalente della Polizia francese | Grado militare equivalente della Metropolitan Police |
| ------------------------------ | ---------------- | ---------------------- | -------------------------- | ------------------------------------------------- | ---------------------------------------------------- |
| Agent-şef principal de poliţie |                  | Agente di Polizia      | Sergente Maggiore          | Brigadier-major                                   | Station Sergeant                                     |
| Agent-şef de poliţie           |                  | Agente di Polizia      | Sergente Maggiore          | Brigadier-chef                                    | Station Sergeant                                     |
| Agent-şef adjunct de poliţie   |                  | Agente-Capo di Polizia | Sergente di Prima Classe   | Brigadier                                         | Sergeant                                             |
| Agent principal de poliţie     |                  | Agente di Polizia      | Sergente Capo              | Gardien de la paix                                | Acting Sergeant                                      |
| Agent de poliţie               |                  | Agente di Polizia      | Sergente                   | Gardien de la paix stagiare                       | Constable                                            |